# Fred (YouTube)
Fredy Broccoli è un ciclo di video pubblicati sul canale "JKL Productions" di YouTube dal 1º maggio 2008 da Lucas Cruikshank, interprete del protagonista Fred Figglehorn, il quale tra l'altro è regista, sceneggiatore e curatore di ogni aspetto tecnico di ogni episodio.
Dal lancio, Fred si è trasformato subito in un fenomeno di Internet (al gennaio 2011, il canale di Fred ha ricevuto oltre 107 milioni di visite, oltre 684 visualizzazioni dei video dall'apertura, oltre 2,1 milioni di abbonati, posizionandosi così come il quarto canale YouTube più sottoscritto di sempre) tanto da portare la compagnia Nickelodeon alla realizzazione di un film (vedi sotto), in alcuni Paesi distribuito per il cinema.

## Storia
Con l'idea di prendere in giro le persone che postavano su YouTube video su ogni cosa che facevano nell'arco del giorno, Lucas si mise d'accordo coi due cugini John e Katie Smet per realizzare qualcosa di divertente. Prese così vita il personaggio di Fred Figglehorn, interpretato da Cruikshank, un bambino di 9 anni molto "attivo" e dalla parlantina veloce, con una madre pressoché indifferente nei suoi confronti, che vive in un contesto quotidiano disfunzionale.
Dopo aver aperto il canale della JKL Productions, il nome sotto cui si firmavano Cruikshank e i due cugini, l'11 giugno 2006; l'attore iniziò le riprese del video alcuni mesi dopo, il 30 ottobre, finendole il 30 aprile 2008. Il filmato intitolato "Fred on May Day" fu postato il giorno dopo, il 1º maggio, ottenendo moltissimi feedback positivi, cosa che spinse l'attore a farne degli altri. Entro l'aprile 2009, con oltre un milione di sottoscritti, il canale di Fred era diventato il primo della storia di YouTube a superare tale quota, divenendo anche quello con più abbonati.
La JKL Productions, il trio rappresentato da Cruikshank e i suoi due cugini, incassò un totale di 14.000 dollari dai video e il merchandising in un anno.

## Episodi
Gli episodi che rientrano nel canone ufficiale del canale di Fred sono, al 3 gennaio 2011, 47.

## Adattamenti
Nel 2009 si è svolta la produzione di Fred: The Movie, trasmesso negli Stati Uniti sul canale Nickelodeon nel settembre 2010. Lo studio si è detto ambizioso nella creazione di un franchise basato su Fred, proprio partendo dal film, annunciando la potenziale realizzazione di un seguito per il futuro.